# Gelidocalamus longiinternodus
Gelidocalamus longiinternodus là một loài thực vật có hoa trong họ Hòa thảo. Loài này được T.H.Wen & S.C.Chen mô tả khoa học đầu tiên năm 1986.